# Adalberto Mejía
Pour les articles homonymes, voir Mejía.
Adalberto Mejía (né le 20 juin 1993 à Bonao, Monseñor Nouel, République dominicaine) est un lanceur gaucher des Twins du Minnesota de la Ligue majeure de baseball.

## Carrière
Adalberto Mejía signe son premier contrat professionnel en 2011 avec les Giants de San Francisco.
Le 28 juillet 2016, les Giants l'échangent aux Twins du Minnesota contre Eduardo Núñez.
Mejía fait ses débuts dans le baseball majeur avec Minnesota le 20 août 2016 comme lanceur de relève. Il intègre la rotation de lanceurs partants des Twins en 2017.